# Pantoporia doronia
Pantoporia doronia är en fjärilsart som beskrevs av Otto Staudinger 1889. Pantoporia doronia ingår i släktet Pantoporia och familjen praktfjärilar. Inga underarter finns listade i Catalogue of Life.